# Oslavice
Oslavice (in tedesco Groß Woslawitz) è un comune ceco situato nel distretto di Žďár nad Sázavou, nella regione di Vysočina.